# Muniquias

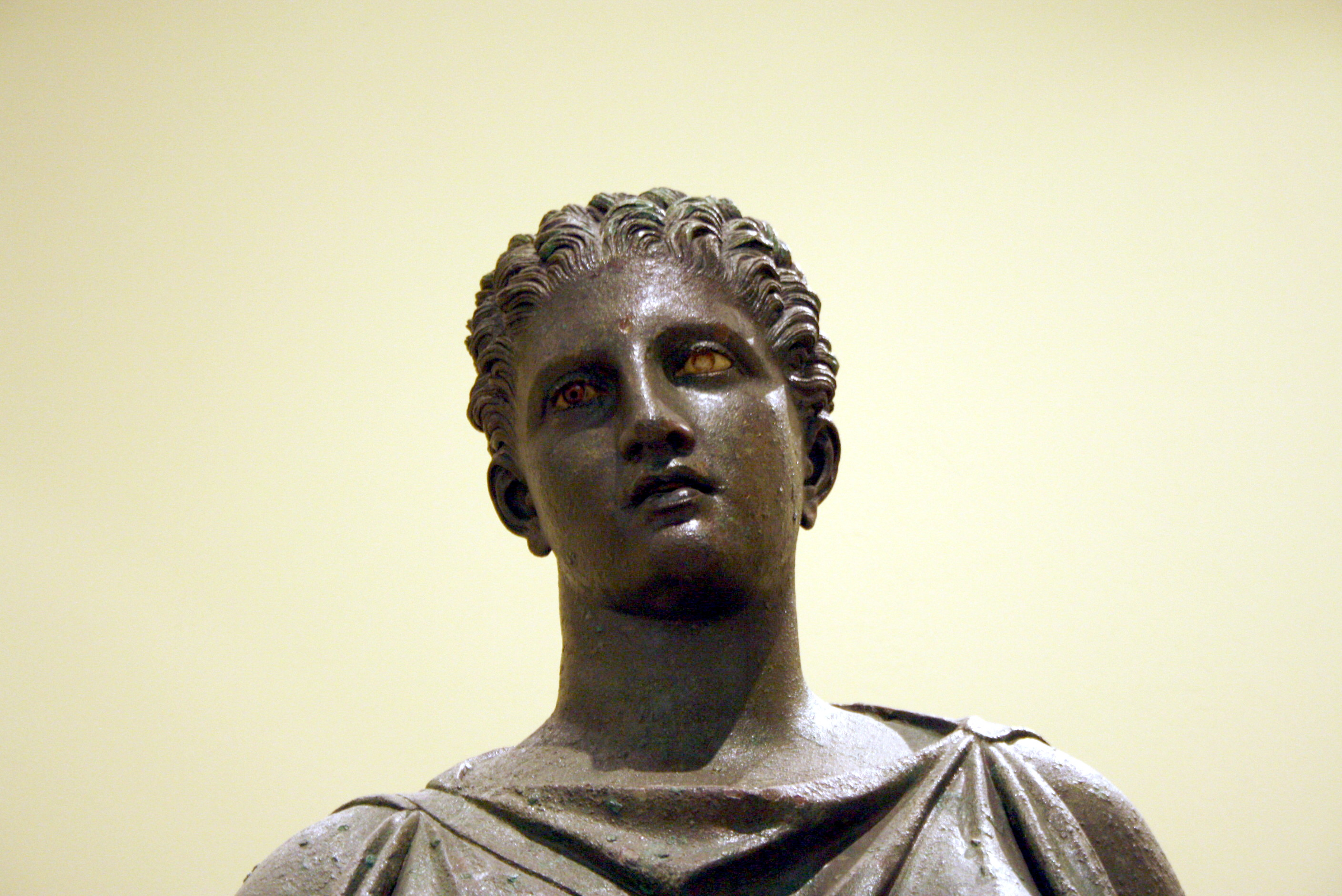
Estatua de Artemisa Muniquia.

Las Muniquias (en griego antiguo: Μουνίχια, romanizado: Mūnikhia o Mounikhia, también Μουνύχια o Mounykhia; en latín: Munichia, Munychia) eran una fiesta religiosa que tenía lugar en el Ática en honor de la diosa  Artemisa Muniquia, cuyo templo se encontraba en la colina homónima, en El Pireo. En ella se conmemoraba la batalla de Salamina (480 a. C.) y estaba asociado con el distrito de Muniquia de El Pireo y el templo de Artemisa Muniquia ubicado allí. Se celebraban el día 16 del mes de Muniquión, que lleva el nombre del festival, o alrededor de la luna llena en abril-mayo moderno. Había sacrificios y una procesión, en el curso de la cual se ofrecía a la diosa, pasteles con pequeñas velas. Las chicas jóvenes se disfrazaban de osos, como en las fiestas de Artemisa que se celebraban en su santuario de Braurón. Se creía que la diosa había ayudado a los griegos con su luz de luna la noche anterior a la batalla. En el festival, se ofrecían a Artemisa pasteles conocidos como "amfifōntes" (ἀμφιφῶντες), que recibían su nombre del hecho de que estaban rodeados de velas..
Cuando el espartano Lisandro ordenó demoler las murallas de Atenas después de la guerra del Peloponeso, lo hizo como un insulto el mismo día de las Muniquias.